# Актуальное членение предложения
Актуа́льное члене́ние предложе́ния — используемый в лингвистике принцип разделения предложения на:
- исходную, изначально данную составляющую (то, что считается известным или может быть легко понято), называемую темой, исходной точкой или основой;
- новую, утверждаемую говорящим составляющую (то, что сообщается об исходной точке высказывания), называемую ремой, фокусом или ядром;
- элементы перехода.

Пример: «Он (тема) оказался (переход) прекрасным учителем (рема)».
Сам термин «актуальное членение предложения» ввёл Вилем Матезиус.
Актуальное членение предложения исходит из выражения им конкретного смысла в контексте данной ситуации — в противоположность формальному членению предложения на грамматические элементы.
Если тема предшествует реме, порядок слов в предложении называется объективным, в противном случае — субъективным, например: «отец (тема) идёт (рема)» — если ждут отца; «отец (рема) идёт (тема)» — если услышали шаги.
Актуальное членение предложения может выражаться порядком слов, интонацией и другими средствами.
При глоссировании маркер темы обозначается сокращением TOP, а ремы — FOC («фокус»).